# Vespadelus vulturnus
Vespadelus vulturnus (Thomas, 1914) è un pipistrello della famiglia dei Vespertilionidi diffuso in Australia.

## Descrizione

### Dimensioni
Pipistrello di piccole dimensioni, con la lunghezza della testa e del corpo tra 35 e 48 mm, la lunghezza dell'avambraccio tra 26,2 e 32,8 mm, la lunghezza della coda tra 28 e 34 mm, la lunghezza del piede tra 3,9 e 5,5 mm, la lunghezza delle orecchie tra 9 e 12 mm e un peso fino a 6,8 g.

### Aspetto
La pelliccia è lunga. Le parti dorsali sono bruno-giallastre scure, mentre le parti ventrali sono bruno-giallastre, con la base dei peli nerastra. Le orecchie sono marroni, corte, triangolari e ben separate tra loro. Il trago è talvolta bianco. Le membrane alari sono grigio-brunastre chiare. La coda è lunga e inclusa completamente nell'ampio uropatagio. Il glande presenta un'estremità bulbosa e rotondeggiante.

### Ecolocazione
Emette ultrasuoni ad alto ciclo di lavoro sotto forma di impulsi di breve durata con frequenza modulata finale di 42,5–53 kHz.

## Biologia

### Comportamento
Si rifugia nelle cavità degli alberi e negli edifici in vivai tra 20 e 120 esemplari. I maschi formano gruppi separati.

### Alimentazione
Si nutre di insetti.

### Riproduzione
Le femmine danno alla luce un piccolo alla volta.

## Distribuzione e habitat
Questa specie è diffusa nell'Australia meridionale sud-orientale, stato di Victoria, Nuovo Galles del Sud, Queensland sud-orientale e sulle isole della Tasmania e di Flinders, nello Stretto di Bass.
Vive dalle foreste umide di sclerofillo ai boschi semi-aridi e Mallee fino a 1.100 metri di altitudine.

## Conservazione
La IUCN Red List, considerato il vasto areale, la popolazione numerosa, la tolleranza a diversi tipi di habitat e la presenza in diverse aree protette, classifica V.vulturnus come specie a rischio minimo (Least Concern)).